# No Sad Songs for Me
No Sad Songs for Me é um filme norte-americano de 1950, do gênero drama, dirigido por Rudolph Maté e estrelado por Margaret Sullavan e Wendell Corey.
No Sad Songs for Me marca a volta de Margaret Sullavan para um último filme, após ausência de sete anos. Sua trilha sonora foi indicada ao Oscar.

## Sinopse

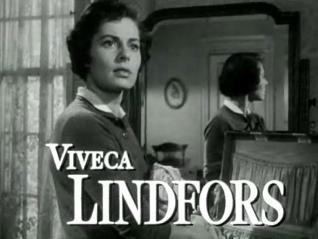
Viveca Lindfors no trailer do filme

Grávida, Mary Scott descobre que tem câncer terminal, o que lhe dá apenas seis meses de vida. Ela esconde a notícia do marido Brad, e até o incentiva no caso que está tendo com Chris, sua secretária. Durante umas últimas férias, ela morre e deixa o marido para cuidar de Polly, a filha adolescente do casal.

## Premiações
| Patrocinador                                  | Prêmio | Categoria                               | Situação |
| --------------------------------------------- | ------ | --------------------------------------- | -------- |
| Academia de Artes e Ciências Cinematográficas | Oscar  | Melhor Trilha Sonora (Drama ou Comédia) | Indicado |

## Elenco
| Ator/Atriz        | Personagem         |
| ----------------- | ------------------ |
| Margaret Sullavan | Mary Scott         |
| Wendell Corey     | Brad Scott         |
| Viveca Lindfors   | Chris Radna        |
| Natalie Wood      | Polly Scott        |
| John McIntire     | Doutor Ralph Frene |
| Ann Doran         | Louise Spears      |
| Richard Quine     | Brownie            |
| Jeanette Nolan    | Mona Frene         |
| Dorothy Tree      | Frieda Miles       |
| Raymond Greenleaf | Caswell            |
| Urylee Leonardos  | Flora              |